# Lietuvos krepšinio lyga 2019-2020
La Lietuvos krepšinio lyga 2019-2020 è stata la 27ª edizione del massimo campionato lituano di pallacanestro maschile. Il 13 marzo 2020 la competizione è terminata in seguito alla pandemia causata dalla diffusione del virus COVID-19 e il titolo è stato assegnato allo Žalgiris Kaunas, al momento della sospensione in testa alla classifica.

## Regular season
Aggiornata al 13 marzo 2020.
|     | Squadra           | G  | V  | P  | PF   | PS   | Diff. | P.ti |
| --- | ----------------- | -- | -- | -- | ---- | ---- | ----- | ---- |
| 1.  | Žalgiris Kaunas   | 24 | 22 | 2  | 2135 | 1680 | +455  | 22   |
| 2.  | Rytas Vilnius     | 24 | 17 | 7  | 2033 | 1812 | +221  | 17   |
| 3.  | Lietkabelis       | 24 | 16 | 8  | 1880 | 1740 | +140  | 16   |
| 4.  | Neptūnas Klaipėda | 24 | 14 | 10 | 2009 | 1933 | +76   | 14   |
| 5.  | Juventus Utena    | 24 | 13 | 11 | 1924 | 1961 | -37   | 13   |
| 6.  | Prienai           | 24 | 11 | 13 | 1769 | 1906 | -137  | 11   |
| 7.  | Pieno žvaigždės   | 24 | 8  | 16 | 1861 | 1993 | -132  | 8    |
| 8.  | Šiauliai          | 24 | 7  | 17 | 1892 | 2045 | -153  | 7    |
| 9.  | Dzūkija Alytus    | 24 | 6  | 18 | 1710 | 1939 | -229  | 6    |
| 10. | Nevėžis           | 24 | 6  | 18 | 1785 | 1989 | -204  | 6    |

| Lietuvos krepšinio lyga 2019-2020 |
| --------------------------------- |
| Žalgiris Kaunas 22º titolo        |

## Squadra vincitrice
|    | Naz.                   | Ruolo | Sportivo             | Anno | Alt. | Peso |  |
| -- | ---------------------- | ----- | -------------------- | ---- | ---- | ---- |  |
| 0  | Stati Uniti (bandiera) | G     | Thomas Walkup        | 1992 | 193  | 92   |  |
| 1  | Stati Uniti (bandiera) | G     | K.C. Rivers          | 1987 | 196  | 97   |  |
| 4  | Lituania (bandiera)    | P     | Lukas Lekavičius     | 1994 | 180  | 76   |  |
| 10 | Stati Uniti (bandiera) | AG    | Nigel Hayes          | 1994 | 203  | 103  |  |
| 12 | Lituania (bandiera)    | C     | Erikas Venskus       | 2000 | 205  | 100  |  |
| 13 | Lituania (bandiera)    | AG    | Paulius Jankūnas     | 1984 | 205  | 107  |  |
| 16 | Lituania (bandiera)    | G     | Karolis Lukošiūnas   | 1997 | 195  | 95   |  |
| 21 | Lituania (bandiera)    | G     | Artūras Milaknis     | 1986 | 195  | 90   |  |
| 23 | Lituania (bandiera)    | C     | Martinas Geben       | 1994 | 208  | 114  |  |
| 31 | Lituania (bandiera)    | P     | Rokas Jokubaitis     | 2000 | 193  | 88   |  |
| 32 | Stati Uniti (bandiera) | AC    | Zach LeDay           | 1994 | 202  | 107  |  |
| 34 | Australia (bandiera)   | C     | Jock Landale         | 1995 | 213  | 116  |  |
| 40 | Lituania (bandiera)    | AP    | Marius Grigonis      | 1994 | 198  | 93   |  |
| 92 | Lituania (bandiera)    | AP    | Edgaras Ulanovas     | 1992 | 199  | 99   |  |
|    | Lituania (bandiera)    | ALL   | Šarūnas Jasikevičius |      |      |      |  |

## Squadre lituane nelle competizioni europee
| Squadra                | Competizione     | Andamento        |
| ---------------------- | ---------------- | ---------------- |
| Žalgiris Kaunas        | Euroleague       | Regular season   |
| Lietuvos rytas Vilnius | Eurocup          | Top 16           |
| Lietkabelis            | Champions League | Ottavi di finale |
| Neptūnas Klaipėda      | Champions League | Regular season   |

in corsivo le fasi raggiunte nella competizione ancora in corso